# Boazeria

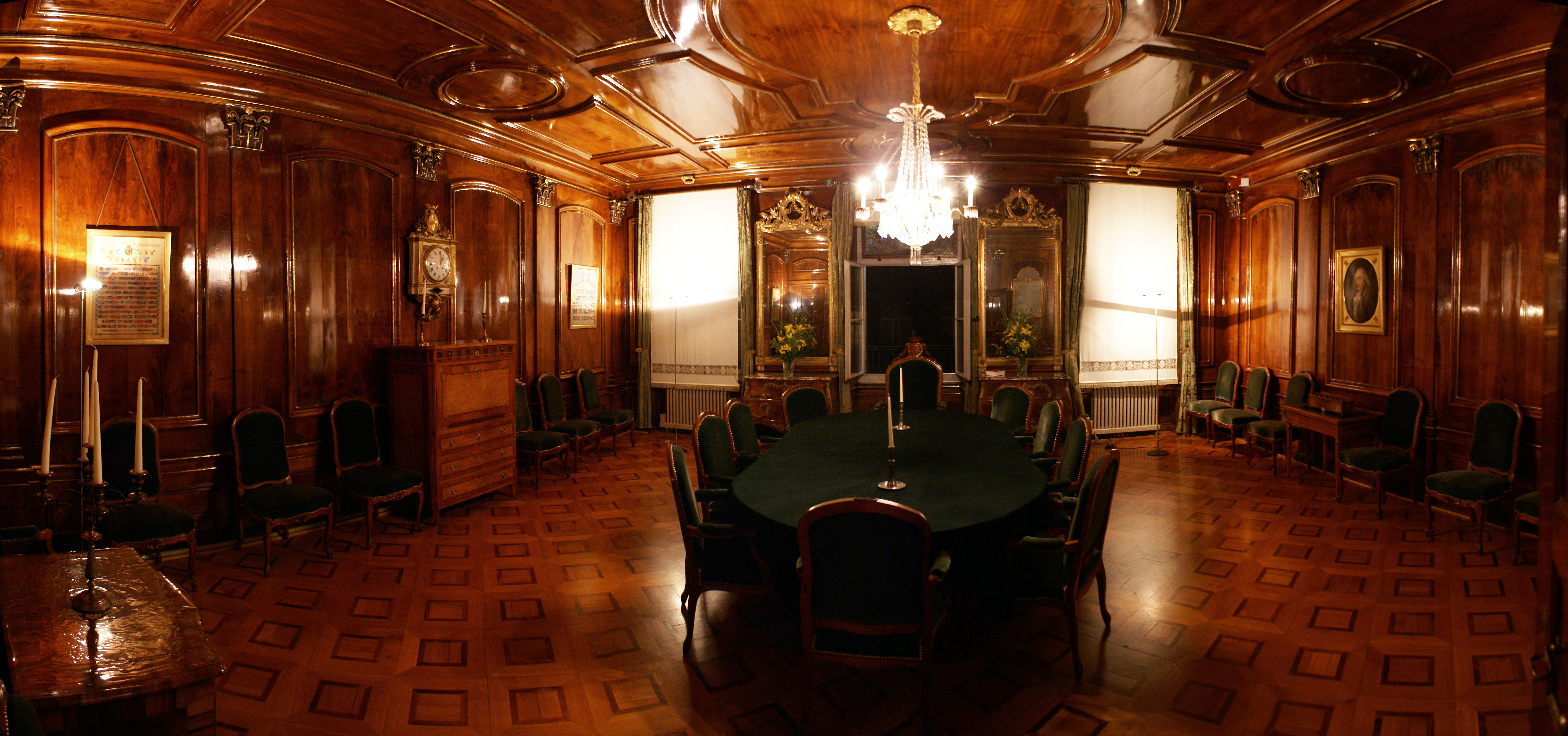
Salon wyłożony boazerią

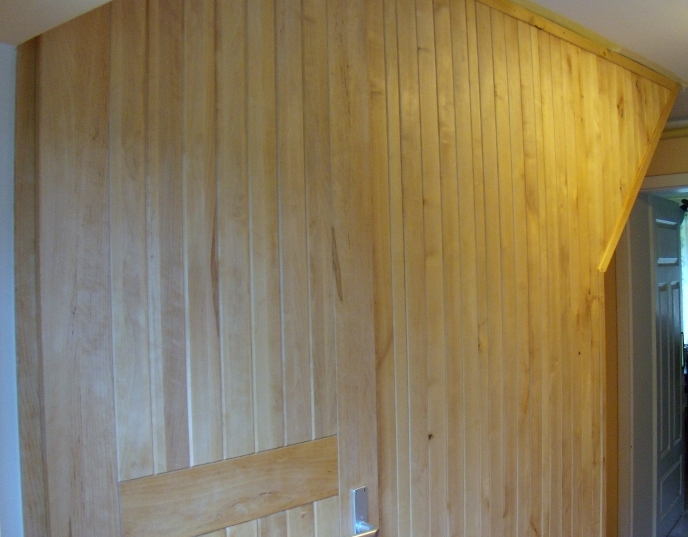
Boazeria z pionowych listew brzozowych sięgająca do sufitu. Na pierwszym planie widoczne „boazeryjne” drzwi pokryte tego samego rodzaju drewnem.

Boazeria (fr. boiserie od bois „drewno, drzewo”) – drewniana okładzina ścian lub sufitów, będąca elementem dekoracyjnym bądź izolacyjnym.
W Europie znana od XIII wieku, stosowana w gotyku, renesansie, klasycyzmie, również współcześnie. Początkowo z wykorzystaniem form najprostszych, później (zwłaszcza od XV stulecia) rozwijana w postaci dekoracyjnych konstrukcji przyściennych wzbogacanych płaskorzeźbą, sterczynami, kratami, a w części górnej zakończonych arkadkami lub przeźroczami. W XVIII wieku nierzadko ozdabiana snycerką, intarsją, polichromią; niekiedy malowana, lakierowana lub złocona.
Współcześnie terminem tym obejmuje się także montowane na ścianach listwy z innych materiałów, np. PCW (boazeria PCW), korek (boazeria korkowa).

## Technologia
Funkcją boazerii jest nie tylko nadanie pomieszczeniu walorów estetycznych. Okładzina z drewna także ociepla pomieszczenie, izoluje akustycznie oraz chroni ściany przed uszkodzeniami. Sposób położenia boazerii zależy przede wszystkim od charakteru pomieszczenia. Pionowy układ wąskich listew optycznie zwiększa wysokość pomieszczeń oraz daje efekt ich zwężenia. Przy zastosowaniu poziomego układu listew uzyskuje się efekt odwrotny. W małych pomieszczeniach zaleca się stosowanie lekkich okładzin bez ozdobnych profilów płaszczyzn, a w dużych wskazane jest stosowanie profili o wyraźnej rzeźbie.
Istnieją trzy główne sposoby wyprowadzenia wysokości boazerii. Górna krawędź może sięgać do parapetów okiennych, do krawędzi otworów drzwiowych oraz do sufitu. Istnieją też wysokości pośrednie. Unikać jednak należy podzielania ściany na dwie połowy, ale zachować zdecydowany podział na powierzchnię wolną i obłożoną.
Jeśli chodzi o materiał, wyróżnia się boazerię z drewna litego, płytowe i sklejkowe. Boazerie z drewna litego wykonane są z listew płaskich lub profilowanych z bokami obrobionymi w ten sposób, aby listwy te mogły być łączone między sobą. Łączy się je za pomocą pióra i wpustu, na obce pióro lub na zakładkę (wręg prosty). Rodzaj użytego drewna jest całkowicie dowolny. Ze względów estetycznych zaleca się wykonanie boazerii z takiego samego gatunku drewna jak pozostałe elementy wyposażenia w pomieszczeniu.

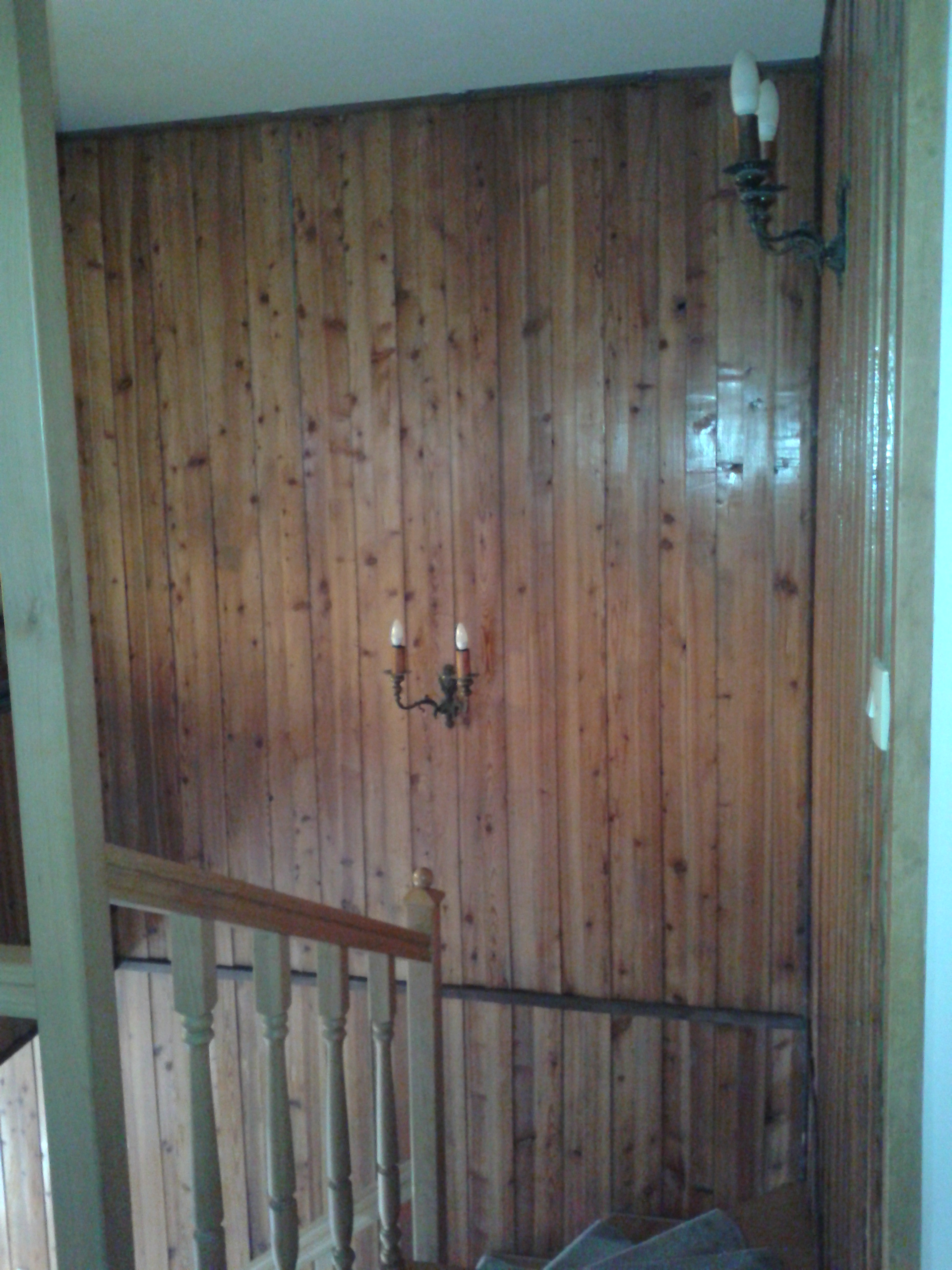
Dosufitowa boazeria modrzewiowa. Pionowy układ listew optycznie podwyższa pomieszczenie, a poprzeczna listwa niweluje monotonność.

Boazerie z tworzyw drzewnych są wykonywane z płyt sklejkowych, wiórowych i pilśniowych. Na okładziny stosuje się sklejkę naturalną, barwioną lub oklejoną pokrytą okleinami szlachetnymi. W przypadku płyt wiórowych stosowanych na okładziny muszą to być oklejone okleinami szlachetnymi lub folią drewnopodobną. 